# 善久寺
善久寺(ぜんきゅうじ)は岐阜県高山市丹生川町日面にある釈迦如来を本尊とする曹洞宗の寺院で、山号は普門山。両面宿儺の伝説がある飛騨三十三観音31番札所である。
伝説によると仁徳天皇治世、癸酉の年に日面の岩壁が崩れ落ち、その内側から両面宿儺が出現したという。両面宿儺は十一面観音の顕現であると名乗り、当寺を建立したという。伝説に依らない創建年代は不詳であるが、元は真言宗の寺院であり、宝物として弘法大師伝来の袈裟を所蔵している。
天正15年(1587年)、飛騨国主の金森長近が中興開基となり、素玄寺3世の楽翁秀村を中興開山として曹洞宗の寺院として中興された。境内には六地蔵堂が建てられているほか、両面宿儺に因んで両面宿儺像や十一面観音が祀られており、それぞれ高山市の指定文化財となっている。さらに両面宿儺が食事をとったという両面宿儺の御前石が残されている。また、円空作の迦楼羅像と箪笥も高山市の文化財に指定されている。